# 율리야 스비리덴코

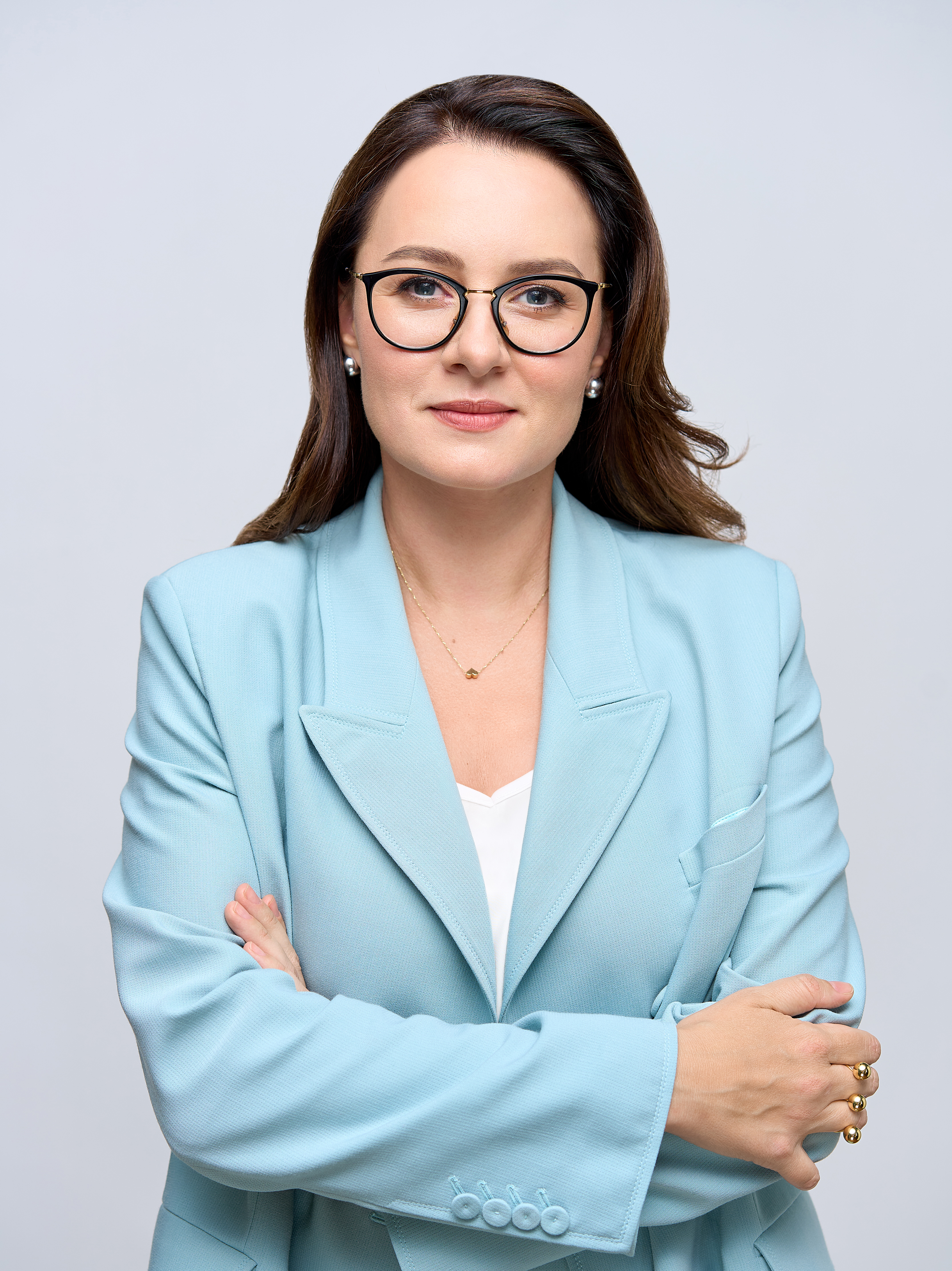
공식 초상화 (2024년)

율리야 아나톨리이우나 스비리덴코(우크라이나어: Ю́лія Анато́ліївна Свириде́нко, 우크라이나어 발음: [ˈjul⁽ʲ⁾ijɐ ɐnɐˈtɔl⁽ʲ⁾ijiu̯nɐ swɪrɪˈdɛnko], 1985년 12월 25일~)는 우크라이나의 정치인으로 2025년 7월 17일부터 제19대 총리를 역임 중이다. 그 전에는 2021년부터 제1부총리 겸 경제 개발 무역부 장관을 지냈으며, 볼로디미르 젤렌스키 대통령이 제안한 정부 개편의 일환으로 데니스 시미할의 후임으로 2005년 1월 24일부터 2010년 3월 4일에 재임한 과거 총리이었던 율리아 티모셴코이던  이후에 20년 만에 만 39세의 여성 총리직에 올랐다.

## 학력
2008년 키이우 국립 무역 경제 대학교를 졸업하고 독점금지 관리 학위를 취득했다.

## 경력
2008년 우크라이나-안도라 합작 투자 회사 JSC "AMP"의 경제학자로 경력을 시작했다.
2011년에는 우시시에 있는 체르니히우의 상주 대표가 되었으며, 이는 중화인민공화국에 있는 우크라이나 도시의 유일한 대표부였다.
2015년에는 체르니히우주 경제 개발부의 책임자로 일하기 시작했다.
2018년 7월 30일부터 11월 28일까지 체르니히우주의 지사 (지역 국가 행정부 수장) 대행을 역임했다.
2020년 5월 5일, 우크라이나 대통령 볼로디미르 젤렌스키는 스비리덴코를 우크라이나 삼각 연락 그룹의 사회 경제 문제 소그룹에서 우크라이나 대표로 임명했다.
2020년 12월 22일, 젤렌스키는 율리야 코발리우의 후임으로 스비리덴코를 대통령실 차장으로 임명했다.
2021년 11월 4일, 최고 라다는 스비리덴코를 제1부총리 겸 경제 개발 무역부 장관으로 임명했다. 256명의 의원들이 그녀의 임명에 찬성했다.
2022년 8월, 정부는 스비리덴코에게 국가 제재 정책 이행을 위한 부처 간 실무 그룹을 이끌 권한을 부여했다. 러시아에 대한 제재 강화를 위해 다른 나라들, 특히 영국 대표들과 협상했다.
2025년 7월 14일, 젤렌스키는 정부 개각을 발표하고 스비리덴코를 총리로 지명했다. 그녀의 임명은 7월 17일 최고 라다의 승인을 받았다.

## 수상
율리야 스비리덴코는 2023년 9월 13일 타임지 리스트형 기사 TIME100 Next에 선정되어 게재되었으며, "우크라이나 국민의 회복력을 상징하는 인물"로 묘사되었다(러시아의 우크라이나 침공을 언급함).